# Creta di Timau
La Creta di Timau (Hocheck in tedesco, Crete di Tamau in friulano) è una montagna delle Alpi Carniche orientali, alta 2218 metri, situata nel territorio del comune di Paluzza (UD), raggiungibile a piedi dal paese di Timau, in circa 4 ore tramite alcuni sentieri.

## Accesso
Il più frequentato è quello che inizia nel centro del paese, passa per il Rifugio Casera Pramosio (1521 m); prosegue lungo una ripida mulattiera, lasciandosi prima a destra un sentiero per il monte Scarniz (2118 m), e poi la mulattiera per il passo di Pràmosio (1804 m); continua verso ovest fino a raggiungere, in un circo di origine glaciale, il lago Avostanis (1936 m), sulla cui sponda c'è il ricovero Casera Pramosio Alta (1940 m). Un ultimo tratto, salendo per il dosso erboso che chiude a sud la conca del lago, porta alla panoramica vetta.

## Galleria d'immagini

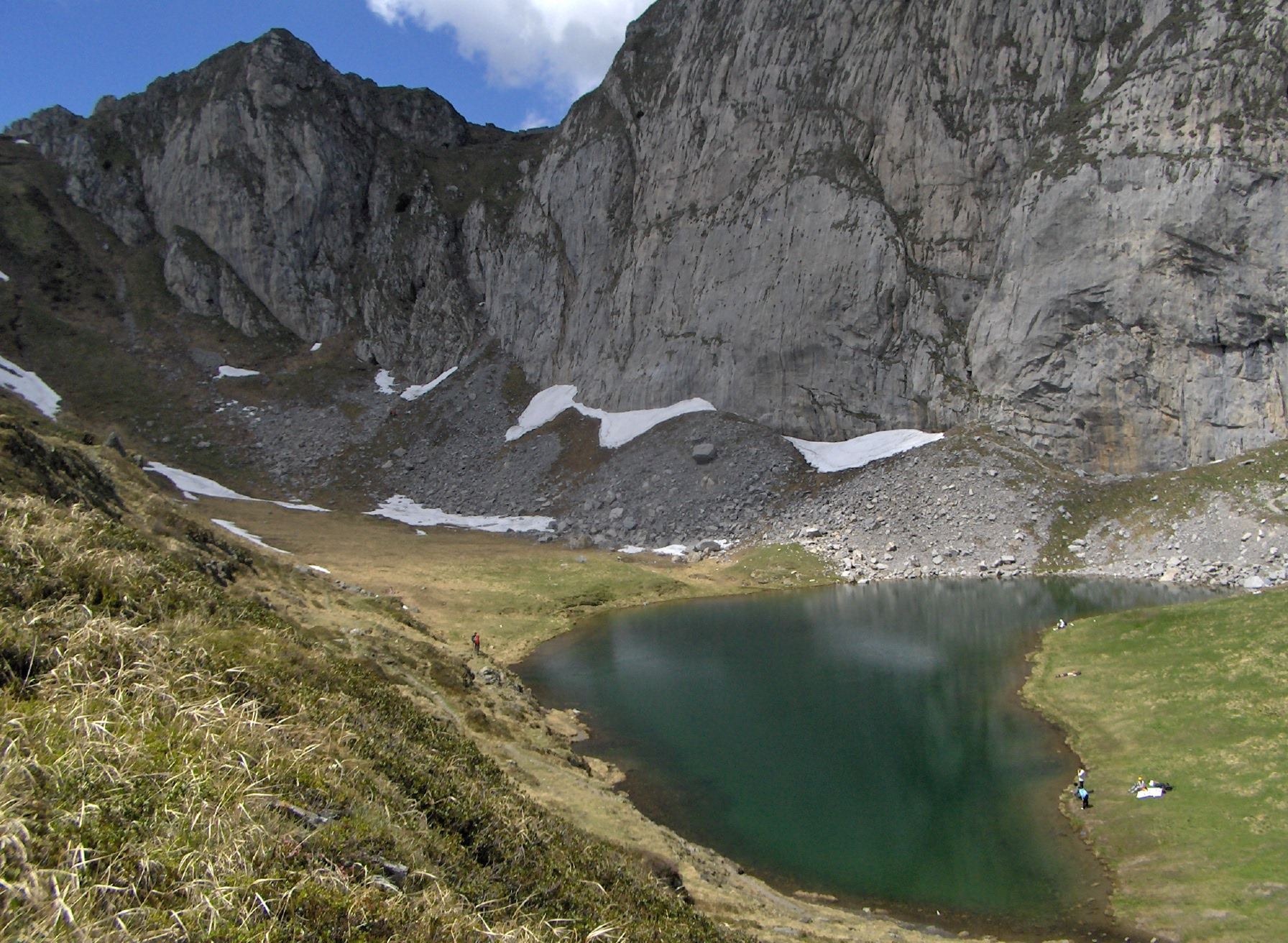
Il lago Avostanis alle pendici della Creta di Timau